# Ving Rhames
Irving Rameses "Ving" Rhames (n. 12 mai 1959, New York City, New York, SUA) este un actor american.

## Filmografie

### Film
| An   | Titlu                                | Rol                           | Note    |
| ---- | ------------------------------------ | ----------------------------- | ------- |
| 1984 | Go Tell It on the Mountain           | Young Gabriel Grimes          |         |
| 1986 | Native Son                           | Jack                          |         |
| 1988 | Patty Hearst                         | Cinque Mtume                  |         |
| 1989 | Casualties of War                    | Lieutenant Reilly             |         |
| 1990 | Rising Son                           | Ed                            | Film TV |
| 1990 | The Long Walk Home                   | Herbert Cotter                |         |
| 1990 | When You Remember Me                 | Leon                          | Film TV |
| 1990 | Scara lui Iacob                      | George                        |         |
| 1991 | Atac periculos                       | CPO Frank McRae               |         |
| 1991 | Polițist la omucideri                | Robert Randolph               |         |
| 1991 | L'Amérique en otage                  | Charles Jones                 | Film TV |
| 1991 | Oamenii de sub scară                 | Leroy                         |         |
| 1992 | Stop! Or My Mom Will Shoot           | 'Mr. Stereo'                  |         |
| 1992 | Terror on Track 9                    | Jellyroll                     | Film TV |
| 1993 | Blood In Blood Out                   | Ivan                          |         |
| 1993 | Dave                                 | Duane Stevenson               |         |
| 1993 | The Saint of Fort Washington         | Leroy 'Little Leroy'          |         |
| 1994 | Pulp Fiction                         | Marsellus Wallace             |         |
| 1994 | Drop Squad                           | Garvey                        |         |
| 1995 | Ed McBain's 87th Precinct: Lightning | Detective Artie Brown         | Film TV |
| 1995 | Kiss of Death                        | FBI Agent Omar                |         |
| 1995 | Deadly Whispers                      | Detective Jackson             | Film TV |
| 1996 | Mission: Impossible                  | Luther Stickell               |         |
| 1996 | Striptease                           | 'Shad'                        |         |
| 1997 | Dangerous Ground                     | Muki                          |         |
| 1997 | Rosewood                             | Mann                          |         |
| 1997 | Con Air                              | Nathan 'Diamond Dog' Jones    |         |
| 1997 | Don King: Only in America            | Don King                      | Film TV |
| 1998 | Body Count                           | Pike                          |         |
| 1998 | Out of Sight                         | Buddy Bragg                   |         |
| 1999 | Entrapment                           | FBI Agent Aaron Thibadeaux    |         |
| 1999 | Bringing Out the Dead                | Marcus                        |         |
| 2000 | Mission: Impossible 2                | IMF Agent Luther Stickell     |         |
| 2000 | American Tragedy                     | Johnnie Cochran               | Film TV |
| 2000 | Holiday Heart                        | Holiday Heart                 | Film TV |
| 2001 | Baby Boy                             | Melvin                        |         |
| 2001 | Final Fantasy: The Spirits Within    | Ryan Whittaker                |         |
| 2002 | Sins of the Father                   | Garrick Jones                 | Film TV |
| 2002 | Little John                          | John Morgan                   | Film TV |
| 2002 | Fără egal                            | George 'The Iceman' Chambers  |         |
| 2002 | Lilo & Stitch                        | Cobra Bubbles (voice)         |         |
| 2002 | RFK                                  | Judge Jones                   | Film TV |
| 2002 | Dark Blue                            | Deputy Chief Arthur Holland   |         |
| 2003 | Stitch! The Movie                    | Cobra Bubbles (voice)         | Video   |
| 2003 | Sin                                  | Eddie Burns                   |         |
| 2004 | Dawn of the Dead                     | Sergeant Kenneth Rhodes       |         |
| 2005 | Back in the Day                      | Joe "J-Bone" Brown            |         |
| 2005 | Animal                               | James "Animal" Allen          | Video   |
| 2005 | Shooting Gallery                     | Carl "Cue Ball Carl" Bridgers | Video   |
| 2006 | Mission: Impossible III              | IMF Agent Luther Stickell     |         |
| 2006 | Leroy & Stitch                       | Cobra Bubbles (voice)         | Video   |
| 2006 | Aquaman                              | McCaffery                     | Film TV |
| 2006 | Idlewild                             | "Spats"                       |         |
| 2007 | Ascension Day                        | Hark                          | Video   |
| 2007 | I Now Pronounce You Chuck and Larry  | Fred G. Duncan                |         |
| 2007 | Football Wives                       | Frank Wallingford             | Film TV |
| 2007 | A Broken Life                        | Vet                           |         |
| 2008 | Animal 2                             | James "Animal" Allen          |         |
| 2008 | Day of the Dead                      | Captain Kenneth Rhodes        | Video   |
| 2008 | Phantom Punch                        | Sonny Liston                  |         |
| 2008 | Saving God                           | Armstrong Cane                |         |
| 2009 | Echelon Conspiracy                   | Agent Dave Grant              |         |
| 2009 | Give 'Em Hell, Malone                | 'Boulder'                     |         |
| 2009 | The Goods: Live Hard, Sell Hard      | "Jibby" Newsome               |         |
| 2009 | The Bridge to Nowhere                | Nate                          |         |
| 2009 | The Tournament                       | Joshua Harlow                 |         |
| 2009 | Surrogates                           | The Prophet                   |         |
| 2009 | Evil Angel                           | Carruthers                    |         |
| 2010 | Master Harold...and the Boys         | Sam                           |         |
| 2010 | Love Chronicles: Secrets Revealed    | Mike                          | Video   |
| 2010 | Operation: Endgame                   | 'Judgement'                   |         |
| 2010 | Piranha 3D                           | Deputy Fallon                 |         |
| 2010 | King of the Avenue                   | Norman De'Sha                 |         |
| 2010 | The Wrath of Cain                    | Miles 'Cain' Skinner          |         |
| 2010 | Red Canvas                           | Rolul său                     |         |
| 2010 | Death Race 2                         | R. H. Weyland                 | Video   |
| 2011 | The River Murders                    | Captain Langley               |         |
| 2011 | Pimp Bullies                         | Miguel                        |         |
| 2011 | Julia X                              | The Man                       |         |
| 2011 | Zombie Apocalypse                    | Henry                         | Film TV |
| 2011 | Mission: Impossible – Ghost Protocol | IMF Agent Luther Stickell     |         |
| 2011 | Black Jack                           | Jack 'Black Jack'             | Film TV |
| 2012 | Seven Below                          | Jack                          |         |
| 2012 | Piranha 3DD                          | Deputy Fallon                 |         |
| 2012 | Soldiers of Fortune                  | Grimaud Torneur               |         |
| 2012 | Art of Submission                    | Gene                          |         |
| 2012 | Won't Back Down                      | Principal Thompson            |         |
| 2012 | Mafia                                | Renzo Wes                     |         |
| 2012 | Btd                                  | Ken                           | Short   |
| 2013 | Death Race 3: Inferno                | R. H. Weyland                 | Video   |
| 2013 | Armed Response                       | Officer Hall                  |         |
| 2013 | Force of Execution                   | 'Ice Man'                     |         |
| 2014 | Jamesy Boy                           | Conrad                        |         |
| 2014 | A Day Late and a Dollar Short        | Cecil Price                   | Film TV |
| 2015 | Mission: Impossible – Rogue Nation   | IMF Agent Luther Stickell     |         |
| 2015 | Operator                             | Richard                       |         |
| 2016 | A Sunday Horse                       | Mr. Valentine                 |         |
| 2017 | Guardians of the Galaxy Vol. 2       | Charlie-27                    |         |
| 2017 | The Star                             | Thaddeus (voce)               |         |
| 2017 | Father Figures                       | Rod Hamilton                  |         |
| 2018 | Con Man                              | "Peanut"                      |         |
| 2018 | Mission: Impossible – Fallout        | IMF Agent Luther Stickell     |         |
| 2018 | Cagney and Lacey                     | Capt. Stark                   | Film TV |
| 2022 | Mission: Impossible 7                | IMF Agent Luther Stickell     | Filmări |

### Televiziune
| An      | Titlu                                       | Rol                           | Note                                     |
| ------- | ------------------------------------------- | ----------------------------- | ---------------------------------------- |
| 1985    | Miami Vice                                  | Georges                       | Episodul: "The Maze"                     |
| 1986    | Another World                               | Czaja Carnek                  | Rol secundar                             |
| 1986    | Crime Story                                 | Hector Lincoln                | Episodul: "Abrams for the Defense"       |
| 1987    | Miami Vice                                  | Walker Monroe                 | Episodul: "Child's Play"                 |
| 1987    | Tour of Duty                                | SP4 Tucker                    | Episodul: "Burn Baby, Burn"              |
| 1988    | Spenser: For Hire                           | Henry Brown                   | Episodul: "McAllister"                   |
| 1989    | Men                                         | Charlie Hazard                | Rol principal                            |
| 1989    | The Equalizer                               | Luther Paxton                 | Episodul: "Suicide Squad"                |
| 1991    | ScreenPlay                                  | Sergeant Blue                 | Episodul: "Murder in Oakland"            |
| 1994    | Philly Heat                                 | DeWitt Wardlaw                | serial TV                                |
| 1994–96 | ER                                          | Walter Robbins                | Rol secundar: Sez. 1-3                   |
| 1995    | New York Undercover                         | Max Villareal                 | Episodul: "Olde Thyme Religion"          |
| 2001    | UC: Undercover                              | Quito Real                    | Rol secundar                             |
| 2002    | The Proud Family                            | Garrett Krebs (voice)         | Episodul: "A Hero for Halloween"         |
| 2002–03 | The District                                | Attorney General Troy Hatcher | Rol secundar: Sez. 3                     |
| 2003    | Lilo & Stitch: The Series                   | Cobra Bubbles (voice)         | Episodul: "Spooky: Experiment 300"       |
| 2003    | The Adventures of Jimmy Neutron: Boy Genius | Chief (voce)                  | Episodul: "Operation: Rescue Jet Fusion" |
| 2003    | The System                                  | Andre Charles                 | Rol principal                            |
| 2003    | Freedom: A History of US                    | Various Roles                 | serial TV documentar                     |
| 2005    | Kojak                                       | Lieutenant Theo Kojak         | Rol principal                            |
| 2010    | Gravity                                     | 'Dogg' McFee                  | Rol principal                            |
| 2013    | Monday Mornings                             | Dr. Jorge Villanueva          | Rol principal                            |

### Jocuri video
| An         | Titlu                                 | Rol de voce               | Note  |
| ---------- | ------------------------------------- | ------------------------- | ----- |
| 2003       | Mission: Impossible – Operation Surma | IMF Agent Luther Stickell |       |
| 2004       | Driver 3                              | Tobias Jones              | [ 7 ] |
| 2017       | Call of Duty: WWII                    | Jefferson Potts           |       |
| 2015, 2016 | LEGO Dimensions                       | IMF Agent Luther Stickell |       |